# Bitwa w Lesie Teutoburskim

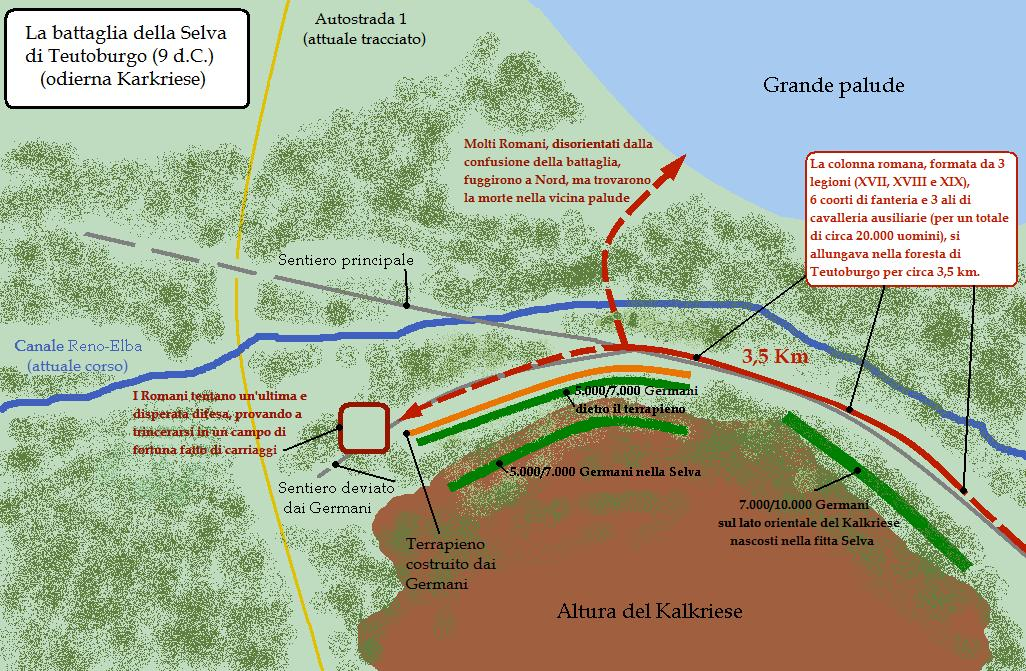
Mapa bitwy w Lesie Teutoburskim

Bitwa w Lesie Teutoburskim (niem. Schlacht im Teutoburger Wald lub Varusschlacht, także Hermannsschlacht) – bitwa stoczona jesienią 9 roku naszej ery pomiędzy plemionami germańskimi pod wodzą Arminiusza, wodza ze szczepu Cherusków, a wciągniętymi w zasadzkę trzema legionami rzymskimi (XVII, XVIII, XIX), dowodzonymi przez Publiusza Kwinktyliusza Warusa.
Bitwa ta zapoczątkowała siedmioletnią wojnę, która ostatecznie ustanowiła granicę na Renie jako granicę Cesarstwa Rzymskiego na okres czterech stuleci, aż do upadku cesarstwa. Otoczona legendą historia bitwy miała istotny wpływ na kształtowanie XIX-wiecznego nacjonalizmu niemieckiego.

## Tło
Podczas jednej z kampanii germańskich Rzymianie zapuścili się na odległe tereny, zamieszkiwane przez liczne plemiona Cherusków i Tempterów. Sprowokowało to zbrojne powstanie plemion germańskich, które rozpoczęły koncentrację w rejonie zalesionego wzgórza Riesekalkberg w pasmie wzgórz Lasu Teutoburskiego. Wojska rzymskie (do 30 tysięcy ludzi) podjęły marsz w ślad za Germanami, którzy umiejętnie uchylali się od walki i wykorzystując warunki terenowe, atakowali Rzymian z zasadzki.

## Bitwa
Siły Warusa składały się z trzech legionów, sześciu kohort cudzoziemskich oddziałów pomocniczych i trzech jednostek kawalerii. Jednostki te nie miały wystarczającego doświadczenia bojowego w walce z Germanami w bardzo specyficznych warunkach terenowych (gęsto zalesiony obszar górzysty poprzecinany wąwozami). Ponadto na skutek błędów Warusa oddziały rzymskie nie maszerowały w szyku bojowym, będąc obciążone taborem i liczną obsługą obozową. Gdy Rzymianie wkroczyli do puszczy (prawdopodobnie zaraz na północ od Osnabrück), zmuszeni byli poruszać się wąską i błotnistą ścieżką. Jak pisze Kasjusz Dion, Warus nawet w tej sytuacji zaniedbał wysłania grup zwiadowców.
Linia bardzo szybko maszerujących wojsk rozciągnęła się bardzo niebezpiecznie do około 15 kilometrów. Wtedy zostali oni nagle zaatakowani przez wojowników germańskich, ale Rzymianie zdołali rozbić na noc ufortyfikowany obóz i następnego poranka wyrwać się z okrążenia na bardziej otwarty teren w rejonie gór Wiehnu (w pobliżu współczesnego Ostercappeln). Ze względu na bardzo intensywne deszcze ciężkozbrojni legioniści mieli jednak bardzo utrudnioną mobilność oraz ograniczone możliwości użycia łuków i tarcz. Rzymianie następnie podjęli nocny marsz, by wymknąć się z okrążenia, ale wpadli w kolejną pułapkę przygotowaną przez Arminiusza u stóp wzgórza Kalkriese (w pobliżu dzisiejszego Osnabrück). Wzdłuż drogi, gdzie urządzono zasadzkę, wzniesiony był ziemno-kamienny mur, zza którego Germanie bezpiecznie mogli razić przeciwników. Rzymianie w desperacji próbowali dokonać frontalnego ataku na mur, ale nie byli w stanie go sforsować.
Ostateczny atak Germanów dokonał zagłady: podczas trwających trzy dni i dwie noce walk poległy trzy rzymskie legiony. Spośród około 20 tysięcy legionistów i kilku tysięcy ludzi służb pomocniczych i towarzyszących cywilów ocalało tylko kilkunastu żołnierzy, którzy zdołali uciec przez bagna, a kilkuset dostało się do niewoli. Zrozpaczony Warus, nie mogąc przebić się w stronę Renu, popełnił wraz ze swymi oficerami samobójstwo.

## Po bitwie
Na wiadomość o klęsce Warusa cesarz Oktawian August miał zawołać: „Kwinktyliuszu Warusie, oddaj legiony” (łac. Quinctili Vare, legiones redde!). Przesądność Rzymian spowodowała, że po tej klęsce żaden z rzymskich legionów nie miał już oznaczenia jako XVII, XVIII i XIX.
Klęska w Lesie Teutoburskim spowodowała utratę przez Rzym ziem germańskich, leżących na wschód od Renu. W latach 15 i 16 naszej ery na czele wojsk rzymskich dwukrotnie dotarł do Lasu Teutoburskiego Germanik. Za pierwszym razem pochował szczątki legionistów Warusa, za drugim pobił Arminiusza, ale działania te nie pozwoliły odzyskać utraconych obszarów, gdyż cesarz Tyberiusz uznał, że wojny z Germanami są zbyt kosztowne i odwołał Germanika mimo odnoszonych sukcesów.
Według aktualnego stanu badań przyjmuje się, że starcie odbyło się w miejscowości Kalkriese (część miasta Bramsche) w okolicy Osnabrück w Dolnej Saksonii, na co wskazują wyniki wykopalisk archeologicznych, prowadzonych od lat 80. XX wieku. Pozostają jednak wątpliwości wzbudzone faktem, iż miejsce to słabo odpowiada danym topograficznym zawartym w opisie bitwy u Tacyta.